# CSM Politehnica Jassy
Fotbal Club Politehnica Iași (FC Politehnica) Iași – rumuński klub piłkarski grający obecnie w Liga II, mający siedzibę w mieście Jassy, leżącym w północno-wschodniej części kraju.

## Historia
Chronologia nazw:
- 16.08.2010: ACSMU Politehnica Iași (rum. Asociația Club Sportiv Municipal Universitar Politehnica Iași)
- 2011: CSMS Iași (rum. Clubul Sportiv Municipal Studențesc Iași)
- 22.07.2016: CSM Politehnica Iași (rum. Clubul Sportiv Municipal Politehnica Iași)
- 11.07.2018: FC Politehnica Iași (rum. Fotbal Club Politehnica Iași)

16 sierpnia 2010 roku w wyniku fuzji klubów Tricolorul Breaza i Navoby Iași został założony klub ACSMU Politehnica Iași. Politehnica po utworzeniu zaczęła występować w drugiej lidze rumuńskiej. Celem był powrót do pierwszej ligi rumuńskiej. Latem 2011 roku zmienił nazwę na Clubul Sportiv Municipal Studentesc Iași, aby nie mylić z rozwiązanym w 2010 klubem Politehnica Jassy.
W sezonie 2011/12 w drugiej lidze zajął 1.miejsce w Serii I i awansował do pierwszej ligi rumuńskiej. Jednak nie utrzymał się w ekstralidze i po roku spadł z powrotem do Ligi II. W sezonie 2013/14 ponownie zwyciężył w Serii I i wrócił do Ligi I. Tym razem utrzymał się na dłużej. W 2016 roku zmieniono nazwę klubu na CSM Politehnica Iași.
11 lipca 2018 roku klub ogłosił, że uzyskał prawo do używania logo i nazwy FC Politehnica Iași, co uznano za pierwszy krok w planie odzyskania pełnej tożsamości klubu, a kolejnym jest odzyskanie historii i tytułów rozwiązanego klubu Politehnica Jassy.

## Sukcesy

### Trofea krajowe
| \| \| Zdobyte trofea w rozgrywkach Rumunii (stan na: 31-05-2019) \| |                                                            |      |                                      |
| Rozgrywki                                                           | Osiągnięcie                                                | Razy | Sezon(y)                             |
| · Mistrzostwo                                                       | I miejsce                                                  | 0    |                                      |
| · Mistrzostwo                                                       | II miejsce                                                 | 0    |                                      |
| · Mistrzostwo                                                       | III miejsce                                                | 0    |                                      |
| · Mistrzostwo                                                       | 6.miejsce                                                  | 1    | 2017/18                              |
| Puchar                                                              | zdobywca                                                   | 0    |                                      |
| Puchar                                                              | finalista                                                  | 0    |                                      |
| Puchar                                                              | ćwierćfinalista                                            | 2    | 2015/16, 2017/18                     |
| II liga                                                             | I miejsce                                                  | 2    | 2011/12 (Seria I), 2013/14 (Seria I) |
| II liga                                                             | II miejsce                                                 | 0    |                                      |
| II liga                                                             | III miejsce                                                | 0    |                                      |
| Rumunia                                                             | Zdobyte trofea w rozgrywkach Rumunii (stan na: 31-05-2019) |      |                                      |

## Europejskie puchary
Legenda do wszystkich tabel:
- Q – runda eliminacyjna, 1/16, 1/8, 1/4, 1/2 – odpowiednia faza rozgrywek, Grupa – runda grupowa, 1r gr – pierwsza runda grupowa, 2r gr – druga runda grupowa, F – finał, R – runda, PO – play-off
- k. – rzuty karne, los. – losowanie, Dogr. – dogrywka, w. – zasada bramek strzelonych na wyjeździe

| Sezon   | Rozgrywki   | Runda | Przeciwnik   | Dom | Wyjazd | Ogólnie |
| ------- | ----------- | ----- | ------------ | --- | ------ | ------- |
| 2016/17 | Liga Europy | 2Q    | Hajduk Split | 2–2 | 1–2    | 3–4     |

## Stadion
Od 2010 roku klub rozgrywa swoje mecze domowe na stadionie Emil Alexandrescu, który może pomieścić 11 390 widzów. Znajduje się w Copou Park, w pobliżu Uniwersytetu Alexandru Ioan Cuza.

## Obecny skład
Aktualne na 10 września 2023
| Nr | Poz. | Piłkarz              |
| -- | ---- | -------------------- |
| 1  | BR   | Silviu Lung Jr.      |
| 2  | OB   | Marius Martac        |
| 3  | OB   | Nicolás Samayoa      |
| 4  | OB   | Răzvan Tincu         |
| 5  | OB   | Claudiu Belu         |
| 6  | OB   | Florin Ilie          |
| 7  | PO   | Andrei Ciobanu       |
| 8  | PO   | Gabriel Vașvari      |
| 9  | NA   | Sergiu Buș           |
| 10 | PO   | Alin Roman (kapitan) |
| 11 | PO   | Antonio Dumitru      |
| 12 | BR   | Ionuț Ailenei        |
| 18 | OB   | Ștefan Ștefanovici   |

| Nr | Poz. | Piłkarz           |
| -- | ---- | ----------------- |
| 19 | PO   | Cătălin Itu       |
| 21 | NA   | Luis Phelipe      |
| 23 | NA   | Robert Ion        |
| 24 | PO   | Julián Marchioni  |
| 27 | OB   | Rareș Ispas       |
| 28 | PO   | Diego Fărcaș      |
| 29 | BR   | Risto Jankov      |
| 32 | OB   | Pedro Mendes      |
| 37 | PO   | Mihai Bordeianu   |
| 77 | NA   | Jakub Vojtuš      |
| 80 | PO   | Andrei Gheorghiță |
| 88 | PO   | Alexandru Hrib    |
| 95 | PO   | Carlos Jatobá     |